# Miloslav Vlk
Miloslav Vlk (Líšnice, 17 de maio de 1932 - Praga, 18 de março de 2017) foi um cardeal tcheco e Arcebispo-emérito de Praga.

## Biografia
Ele nasceu em Líšnice-Sepekov, Tchecoslováquia (hoje República Tcheca), em 17 de maio de 1932.
Quando criança, teve uma infância particularmente difícil e difícil. Aos onze anos, perguntou-se pela primeira vez se queria ser padre. Essa primeira ideia de vocação surgiu porque se sentiu particularmente desafiado por um cartaz afixado em sua paróquia, que sempre lhe chamava a atenção. Nesse cartaz estava escrito: "Você também não gostaria de ser padre?". Tornou-se padre em 23 de junho de 1968; foi consagrado bispo em 31 de março de 1990. Seus estudos, no entanto, não foram fáceis. Naqueles anos de perseguição comunista, não era possível realizar estudos teológicos, então, de 1952 a 1953, trabalhou como operário na fábrica de automóveis "Motor Union" em České Budejovice e, de 1953 a 1955, prestou serviço militar em Karlovy Vary. Apesar da situação política, conseguiu estudar arquivo e se formou em 1960.
Posteriormente, sua vida sacerdotal não foi fácil, chegando ao ponto de trabalhar como limpador de janelas em Praga de 1978 a 1986, enquanto continuava sua atividade pastoral. Com a queda do comunismo, em 1989, pôde iniciar sua atividade pastoral abertamente até sua nomeação e subsequente consagração episcopal.
Foi bispo de České Budějovice de 14 de fevereiro de 1990 a 27 de março de 1991, quando foi nomeado arcebispo de Praga e primaz da Boêmia.
Ele foi presidente da Conferência Episcopal da República Tcheca de 1992 a 2000, enquanto foi presidente do Conselho das Conferências Episcopais Europeias de 1993 a 2001.
O Papa João Paulo II o elevou à categoria de cardeal no consistório de 26 de novembro de 1994.
Em setembro de 2009, ele recebeu o Papa Bento XVI na República Tcheca em sua viagem apostólica.
Em 13 de fevereiro de 2010, Bento XVI aceitou sua renúncia ao cuidado pastoral da Arquidiocese de Praga ao atingir o limite de idade.
Em 17 de maio de 2012, dia do seu octogésimo aniversário, perdeu o direito de participar do próximo conclave.
Foi durante 18 anos moderador da comunhão entre os bispos que aderem à espiritualidade da unidade. Em 9 de agosto de 2012, a presidente do Movimento dos Focolares, Maria Voce, nomeou como seu sucessor Dom Francis Xavier Kriengsak Kovithavanij, arcebispo de Bangkok.
Sofrendo de câncer de pulmão há algum tempo, ele morreu em Praga em 18 de março de 2017. Após um funeral solene celebrado pelo Cardeal Dominik Duka, ele foi enterrado em 25 de março de 2017 na capela arquiepiscopal da Catedral de São Vito.